# Championnats du monde de cyclisme sur piste 1977
Navigation
Monteroni 1976 Munich 1978
Les championnats du monde de cyclisme sur piste 1977 ont eu lieu à San Cristóbal au Venezuela, à la fin du mois d'août. Douze épreuves sont disputées : dix par les hommes (trois pour les professionnels et sept pour les amateurs) et deux par les femmes. Ils voient la victoire des coureurs est-allemands qui remportent quatre des sept titres disputés chez les amateurs.
Une nouvelle discipline fait son apparition aux championnats : la course aux points. 

## Résultats

### Hommes

#### Podiums professionnels[1]
| Compétition            | Or                                | Argent                                | Bronze                           |
| ---------------------- | --------------------------------- | ------------------------------------- | -------------------------------- |
| Vitesse individuelle   | Kōichi Nakano Japon               | Yoshi Sugata Japon                    | John-Michael Nicholson Australie |
| Poursuite individuelle | Gregor Braun Allemagne de l'Ouest | Knut Knudsen Norvège                  | Steve Heffernan Royaume-Uni      |
| Demi-fond              | Cees Stam Pays-Bas                | Wilfried Peffgen Allemagne de l'Ouest | Pietro Algeri Italie             |

#### Podiums amateurs[1]
| Compétition            | Or                                                                                | Argent                                                                      | Bronze                                                                 |
| ---------------------- | --------------------------------------------------------------------------------- | --------------------------------------------------------------------------- | ---------------------------------------------------------------------- |
| Kilomètre              | Lothar Thoms Allemagne de l'Est                                                   | Günther Schumacher Allemagne de l'Ouest                                     | Hans Ledermann Suisse                                                  |
| Vitesse individuelle   | Hans-Jürgen Geschke Allemagne de l'Est                                            | Emanuel Raasch Allemagne de l'Est                                           | Lutz Hesslich Allemagne de l'Est                                       |
| Poursuite individuelle | Norbert Dürpisch Allemagne de l'Est                                               | Uwe Unterwalder Allemagne de l'Est                                          | Daniel Gisiger Suisse                                                  |
| Poursuite par équipes  | Allemagne de l'Est Norbert Dürpisch Gerald Mortag Matthias Wiegand Volker Winkler | Allemagne de l'Ouest Günter Schumacher Peter Vonhof Hans Lutz Henry Rinklin | Suisse Robert Dill-Bundi Daniel Gisiger Hans Kaenel Walter Baumgartner |
| Course aux points      | Constant Tourné Belgique                                                          | Jan Faltyn Pologne                                                          | Nikolaï Makarov Union soviétique                                       |
| Demi-fond              | Gaby Minneboo Pays-Bas                                                            | Bartolome Caldentey Espagne                                                 | Rainer Podlesch Allemagne de l'Ouest                                   |
| Tandem                 | Tchécoslovaquie Vladimir Vackar Miroslav Vymazal                                  | Union soviétique Vladimir Semenets Aleksander Voronine                      | Allemagne de l'Ouest Horst Gewis Wolfgang Schaffer                     |

### Femmes[1]
| Compétition            | Or                               | Argent                  | Bronze                       |
| ---------------------- | -------------------------------- | ----------------------- | ---------------------------- |
| Vitesse individuelle   | Galina Tsareva Union soviétique  | Sue Novara États-Unis   | Iva Zajikova Tchécoslovaquie |
| Poursuite individuelle | Vera Kuznetsova Union soviétique | Anna Riemersma Pays-Bas | Karen Strong Canada          |

## Tableau des médailles[1]
| Rang | Nation               | Or | Argent | Bronze | Total |
| ---- | -------------------- | -- | ------ | ------ | ----- |
| 1    | Allemagne de l'Est   | 4  | 2      | 1      | 7     |
| 2    | Union soviétique     | 2  | 1      | 1      | 4     |
| 3    | Pays-Bas             | 2  | 1      | 0      | 3     |
| 4    | Allemagne de l'Ouest | 1  | 3      | 2      | 6     |
| 5    | Japon                | 1  | 1      | 0      | 2     |
| 6    | Tchécoslovaquie      | 1  | 0      | 1      | 2     |
| 7    | Belgique             | 1  | 0      | 0      | 1     |
| 8    | États-Unis           | 0  | 1      | 0      | 1     |
| -    | Pologne              | 0  | 1      | 0      | 1     |
| -    | Espagne              | 0  | 1      | 0      | 1     |
| -    | Norvège              | 0  | 1      | 0      | 1     |
| 12   | Suisse               | 0  | 0      | 3      | 3     |
| 13   | Royaume-Uni          | 0  | 0      | 1      | 1     |
| -    | Australie            | 0  | 0      | 1      | 1     |
| -    | Canada               | 0  | 0      | 1      | 1     |
| -    | Italie               | 0  | 0      | 1      | 1     |
|      |                      | 12 | 12     | 12     | 36    |